# Victor Sprenger
Victor Sprenger – kanadyjski zapaśnik w stylu klasycznym. Brązowy medalista mistrzostw panamerykańskich w 2008 roku.
Zawodnik University of Guelph. 